# Златка пожарная
Златка пожарная (лат. Melanophila acuminata) — вид жесткокрылых насекомых из семейства златок.

## Ареал
Встречается по всей лесной зоне Палеарктической и Неарктической области — по всей Европе до Средиземного моря, на Кавказе, в Средней Азии, доходит до Охотского моря, Камчатки и Чукотского полуострова включительно, Дальний Восток (в Японии отсутствует).
Ареал также включает Северная Америка, Куба.

## Описание
Длина тела жуков 6—13 мм. Окраска одноцветная угольно—черная, сверху слабо, снизу сильно блестящая. Тело удлиненное, сзади клиновидно суженное, уплощенное. Передний край наличника угловато—выемчатый. Лоб покрыт в очень густой и глубокой пунктировке и в очень коротких, незаметных волосках. Переднеспинка поперечная, спереди и сзади двувыемчатая, на боках закругленная. Поверхность переднеспинки неровная, покрытая очень мелкой ячеистой скульптурой. Надкрылья прямолинейно сужены и заостренны к вершинам, по внешнему краю мелко зазубренные. Их поверхность не ровная часто слабый киль идет от плеч к вершинам, внутри и снаружи от него расположены продольные плоские прерванные вдавления. Скульптура надкрылий мелко—бугорчатая, бугорки сверху округленные, в основании на плечах имеются явственные вдавления, основной край плеча резко приподнят.

### Личинка
Личинка достигает длины 13—16 мм. Грудь умеренно широкая. Часть опорной площадки на переднеспинке личики покрыта хитиновыми зернами. Верхняя губа поперечная. Мандибулы трехзубчатые. Первая пара дыхалец в два с половиной раза больше брюшных.

### Куколка
Куколка длиной 11—13 мм. Овально—вытянутая, уплощенная. Стигмы ясно выражены, овальные.

## Биология
Жуки встречаются в июне—июле. Вид приурочен к хвойным лесам. Жуки летят на свет и часто собираются на пожарищах. Яйца откладываются самками в трещины коры или небольшие насечки стволов преимущественно поврежденных огнем. Продолжительность развития личинок составляет 3—3,5 месяца. Окукливание происходит в мае—начале июня.
Личинки развиваются в древесине ослабленных хвойных деревьев, часто в обожжённых после пожаров стволах живых сосны, ели, можжевельника, кедра, реже берёзы. Предпочитает средневозрастные ели, реже сосны и других хвойных пород.
Личинки прогрызают ходы, слабо задевающие первоначально заболонь, а затем углубляются непосредственно в древесину. Обычно предпочитают нижнюю часть стволов, иногда даже в верхней части корней.